# Роберт Сміт (музикант)
Роберт Джеймс Сміт (англ. Robert James Smith, 21 квітня 1959, Блекпул) — це англійський автор-виконавець, продюсер та мультиінструменталіст. Він є вокалістом, автором, співзасновником та єдиним незмінним учасником легендарного гурту The Cure, з часу його заснування у 1976 році. Його унікальний стиль гри на гітарі, характерний співочий голос і почуття моди — майже завжди блідий колір обличчя, розмазана червона помада, чорна підводка для очей, розкуйовджене чорне волосся та повністю чорний одяг — мали великий вплив на готичну субкультуру, яка здобула популярність у 1980-х роках. Інша робота Сміта включає гру на лід гітарі для Siouxsie and the Banshees з 1982 по 1984 роки та участь у недовго існувавшому гурті The Glove у 1983 році. Він був включений до Зали Слави Рок-Н-Ролу як член Cure у 2019, а журнал Rolling Stone поставив його на 157 місце серед найвидатніших співаків усіх часів у 2023 році.

## Біографічні відомості
Роберт Джеймс Сміт народився у місті Блекпулі, яке розташоване у північній Англії (англ. Robert James Smith).

## The Cure
Манера створення пісень Сміта заснована на своєрідній тематиці, яка сильно вплинула на становлення принципів готик-рока. Для текстів Сміта характерні літературні ремінісценції, панк-настрій, сюрреалістичність, поетичність. Не рахуючи ранніх робіт в жанрі нової хвилі, життєрадісних, велика частина класичних альбомів The Cure 1980-х пронизана похмурим чи сумним настроєм, який вносили лірика і характерний вокал Сміта.

## Імідж
Музична діяльність Роберта Сміта чергувалася періодами, коли його можна було бачити коротко стриженим або з великою копицею волосся, що стирчать в різні боки. Носіння довгого волосся Сміт пояснює тим, що його дружині Мері подобаються такі, а він намагається догоджати їй у цьому питанні. Коротка зачіска, на думку Сміта, створює йому агресивний вигляд і нескладність тіла. Крім цього Сміт користується помадою, яку вперше почав застосовувати ще в школі (він заперечує запозичення цього стилю у Сьюзі Сью). У 13 років у більшій чи меншій мірі Сміт користувався гримом.

## Приватне життя
Сміт вже довгий час живе разом зі своєю дружиною Мері. З перших періодів знайомства вони вирішили не заводити дітей і це питання більше жодного разу не піднімалося. До того ж музикант, за його словами, не хоче давати цьому світу дитини через особливе бачення сенсу життя, зазначаючи, що з нього навряд чи вийде хороший батько.

## Обладнання
- Fender Jaguar
- Peavey combo
- Peavey cabinet